# 多點細光鱗魚
多點細光鱗魚，為黑頭魚科的其中一種，為熱帶海水魚，分布於印度西太平洋印尼及巴布亞紐幾內亞海域，棲息深度0-200公尺，體長可達24公分，棲息在底中層水域，生活習性不明。